# رون ميدلتون (طيار)
رون ميدلتون (بالإنجليزية: Ron Middleton)‏ هو طيار أسترالي، ولد في 22 يوليو 1916 في سيدني في أستراليا، وتوفي في 29 نوفمبر 1942 في بحر المانش في فرنسا.